# Мужская сборная ГДР по волейболу
Мужская национальная сборная ГДР по волейболу (нем. Männer-Volleyballnationalmannschaft der DDR) — до 1990 года представляла Германскую Демократическую Республику на международных соревнованиях по волейболу. Управляющей организацией выступал Немецкий спортивный союз волейбола ГДР (Deutscher Sportverband Volleyball der DDR — DSVB).

## История
Немецкий спортивный союз волейбола ГДР (Deutscher Sportverband Volleyball der DDR — DSVB) образован в 1951 и в том же году был принят в ФИВБ.
Мужская сборная ГДР впервые была сформирована при подготовке к волейбольному турниру III Всемирных игр молодёжи и студентов, которые прошли в Берлине в 1951 году. На нём сборная хозяев провела 4 матча и во всех проиграла более опытным командам СССР, Чехословакии, Болгарии и Польши.
Дебют мужской национальной сборной ГДР в официальных международных соревнованиях ФИВБ состоялся в 1956 году на чемпионате мира в Париже. В первом своём матче сборная ГДР уступила команде Чехословакии 0:3 и в финальный этап не пробилась. Турнир за 11-20 места волейболисты из Восточной Германии провели достаточно уверенно, выиграв 8 раз и потерпев лишь одно поражение (от сборной Бразилии), заняв в итоге 12-е место среди 24 команд.
В последующие 8 лет выступление сборной ГДР не отличалось успехами. Подъём результатов наметился лишь с середины 1960-х годов, когда под руководством тренера Херберта Йентера немецкие волейболисты трижды подряд занимали высокие 4-е места на официальных международных соревнованиях, в числе которых чемпионат мира 1966, чемпионат Европы 1967 и, наконец, Олимпийские игры 1968 года.
2-й розыгрыш Кубка мира прошёл в сентябре 1969 года в ГДР. Выиграв 6 матчей подряд со старта турнира, волейболисты ГДР стали обладателями почётного трофея, чему не помешало даже поражение в последнем матче финального этапа от сборной Японии.
Год спустя в Болгарии проходил очередной чемпионат мира. Сборная ГДР одержала со старта турнира 9 побед подряд (5 — на первом групповом этапе и ещё 4 — в финальном), но в предпоследнем туре финального этапа уступила команде Японии 2:3 и пропустила вперёд себя сборную хозяев первенства, шедшую без поражений. Заключительный матч чемпионата между командами ГДР и Болгарии фактически превратился в финал, в котором сборная ГДР одержала победу в 5 партиях и стала обладателем золотых наград. В число лучших игроков чемпионата вошли два волейболиста ГДР. MVP турнира и лучшим блокирующим был признан Рудольф Шуман, лучшим нападающим — Арнольд Шульц.
В 1971 году на состоявшемся в Италии чемпионате Европы сборная ГДР выступала в качестве одного из явных фаворитов, но подтвердить свой статус не смогла, потерпев в финальной стадии 3 поражения в 5 матчах и оставшись без наград первенства.
Олимпийские игры 1972 года принимал западно-германский Мюнхен. В мужском волейбольном турнире Игр принимали участие 12 команд, в числе которых была и сборная ГДР. На предварительной стадии восточно-немецкая дружина потерпела только одно поражение (от Японии) и, заняв в своей группе 2-е место, вышла в полуфинал соревнований, где в четырёх сетах была сильнее сборной СССР. В финале сошлись команды ГДР и Японии. Первая партия завершилась в пользу немецких волейболистов 15:11, но три последующие остались за японцами, которые и стали обладателями «золота» Олимпиады. Сборная ГДР награждена серебряными медалями.
Одним из факторов успешного выступления сборной ГДР на международной арене на протяжении 4-летнего периода стал стабильный состав национальной команды, укомплектованный высококлассными волейболистами. В трёх «медальных» турнирах (Кубке мира, чемпионате мира и Олимпиаде) за сборную под руководством Х.Йентера выступало 14 спортсменов, представлявших три клуба страны.
Спустя два года значительно изменившаяся сборная ГДР (от «серебряного» олимпийского состава осталось только 4 волейболиста) на чемпионате мира не смогла не только защитить свой титул, но и выиграть медали. Все последующие годы команда из Восточной Германии каких либо успехов на международной арене не добивалась.
1990 год стал последним в истории волейбольной сборной ГДР. На мировой чемпионат команде квалифицироваться не удалось, В конце года произошло объединение Германии, а в 1991 слились и волейбольные федерации двух немецких государств ГДР и ФРГ в единый Немецкий волейбольный союз. Тогда же была образована и мужская волейбольная сборная объединённой Германии.

## Результаты выступлений и составы

### Олимпийские игры
- 1964 — не квалифицировалась
- 1968 — 4-е место
- 1972 —  2-е место
- 1976 — не квалифицировалась
- 1980 — не квалифицировалась
- 1984 — не участвовала
- 1988 — не участвовала
- 1968: Арнольд Шульц, Экехард Питч, Экхард Тильшер, Хорст Петер, Юрген Фрайвальд, Юрген Кессель, Манфред Хайне, Райнер Чарке, Рудольф Шуман, Зигфрид Шнайдер, Вальтер Туссайнт, Вольфганг Вебнер. Тренер — Херберт Йентер.
- 1972: Арнольд Шульц, Экехард Питч, Хорст Петер, Райнер Чарке, Рудольф Шуман, Зигфрид Шнайдер, Вольфганг Вебнер, Вольфганг Вайзе, Юрген Мауне, Хорст Хаген, Вольфганг Лёве, Вольфганг Майбом. Тренер — Херберт Йентер.

### Чемпионаты мира
| - 1949 — не участвовала - 1952 — не участвовала - 1956 — 12-е место - 1960 — не участвовала - 1962 — 11-е место - 1966 — 4-е место | - 1970 — 1-е место - 1974 — 4-е место - 1978 — 9-е место - 1982 — 12-е место - 1986 — не участвовала - 1990 — не квалифицировалась |

- 1970: Арнольд Шульц, Экехард Питч, Хорст Петер, Юрген Фрайвальд, Юрген Кессель, Райнер Чарке, Рудольф Шуман, Зигфрид Шнайдер, Вольфганг Вебнер, Вольфганг Вайзе, Юрген Мауне, Хорст Хаген. Тренер — Херберт Йентер.
- 1982: Хенри Бахман, Штеффен Боне, Уве Вестфаль, Бернд Данкерт, Ульрих Зернов, Норберт Клайне, Роланд Кюнер, Эдгар Хайнольд, Йоахим Хенш, Рене Хехт, Луц Хофман, Петер Шульц. Тренер — Лотар Шрётер.

### Кубок мира
- 1965 — 5-е место
- 1969 —  1-е место
- 1977 — не квалифицировалась
- 1981 — не квалифицировалась
- 1985 — не участвовала
- 1989 — не квалифицировалась
- 1969: Арнольд Шульц, Экехард Питч, Хорст Петер, Юрген Фрайвальд, Юрген Кессель, Райнер Чарке, Рудольф Шуман, Зигфрид Шнайдер, Вольфганг Вебнер, Вольфганг Вайзе, Юрген Мауне, Хорст Хаген. Тренер — Херберт Йентер.

### Чемпионаты Европы
| - 1948 — не участвовала - 1950 — не участвовала - 1951 — не участвовала - 1955 — не участвовала - 1958 — 9-е место - 1963 — 9-е место - 1967 — 4-е место - 1971 — 4-е место | - 1975 — 7-е место - 1977 — 9-е место - 1979 — 9-е место - 1981 — 6-е место - 1983 — 6-е место - 1985 — не квалифицировалась - 1987 — не квалифицировалась - 1989 — 9-е место |

- 1979: Штеффен Боне, Уве Вестфаль, Буркхард Вибе, Маттиас Глинкер, Бернд Данкерт, Ульрих Зернов, Рене Керчер, Эдгар Хайнольд, Рене Хехт, Геральд Цедлер, Винфрид Шнайдер, Франк Шрёдтер. Тренер — Херберт Йентер.
- 1981: Штеффен Боне, Уве Вестфаль, Хартмут Гоммлих, Бернд Данкерт, Дитхард Ибель, Роланд Кюнер, Йенс Ратфельдер, Йоахим Хенш, Рене Хехт, Луц Хофман, Геральд Цедлер, Петер Шульц. Тренер — Лотар Шрётер.
- 1983: Штеффен Боне, Бернд Данкерт, Ян-Тюрк Дасслер, Ульрих Зернов, Дитхард Ибель, Роланд Кюнер, Йорг Мешке, Эдгар Хайнольд, Йоахим Хенш, Рене Хехт, Луц Хофман, Петер Шульц. Тренер — Лотар Шрётер.

## Тренеры
- 1951—1952 — Херберт Габриэль
- 1953—1954 — Вернер Брок
- 1955 — Герхард Фек
- 1955—1957 — Фриц Дёринг
- 1957—1958 — Хельмут Хампель
- 1959 — Фриц Дёринг
- 1960—1974 — Херберт Йентер
- 1975—1978 — Курт Радде
- 1979—1980 — Херберт Йентер
- 1981—1983 — Лотар Шрётер
- 1984—1986 — Бернд Вальтер
- 1987 — Рольф Хорншух
- 1988—1990 — Ульрих Зернов